# Hans-A.-Bethe-Preis
Der Hans A. Bethe Preis ist ein jährlich seit 1998 von der American Physical Society vergebener Preis für Leistungen in Astrophysik, nuklearer Astrophysik, Kernphysik und verwandter Gebiete. Er ist zu Ehren von Hans Bethe benannt und mit 10.000 Dollar dotiert.

## Preisträger
- 1998 John N. Bahcall
- 1999 Edwin Salpeter
- 2000 Igal Talmi
- 2001 Gerald Brown
- 2002 Gordon Baym
- 2003 Michael Wiescher
- 2004 Wick Haxton
- 2005 Stanford E. Woosley
- 2006 Alastair Cameron
- 2007 James R. Wilson
- 2008 Friedrich-Karl Thielemann
- 2009 W. David Arnett
- 2010 Claus Rolfs
- 2011 Christopher Pethick
- 2012 Manuel Peimbert, Silvia Torres-Peimbert (UNAM, Mexiko-Stadt) für Arbeiten zur kosmologischen Heliumhäufigkeit und der Häufigkeit anderer Elemente und den Folgerungen für die Kosmologie und die chemische Evolution von Galaxien und Sternen (Laudatio).
- 2013 George M. Fuller (University of California, San Diego), für herausragende Beiträge zur nuklearen Astrophysik, speziell seine Arbeiten zu den Kernreaktionsraten von Prozessen der schwachen Wechselwirkung für die Sternentwicklung und den Sternkollaps und seine Pionierarbeiten zur Neutrinomischung in Supernovae (Laudatio)
- 2014 Karl-Ludwig Kratz für seine bahnbrechende und visionäre Arbeit der Entwicklung eines vollständigen Überblicks über den r-Prozess durch Einsatz neuartiger Experimentiertechniken beim Studium des Zerfalls von Kernen fern vom Gleichgewicht. Dabei nutzte er Beobachtungen von Astronomen, astrophysikalische und kerntheoretische Modelle und die geochemische Analyse von Meteoriten (Laudatio).[1]
- 2015 James Lattimer für herausragende theoretische Arbeit die Beobachtungen von Supernovae und Neutronensternen mit Neutrinoemissionen und der Zustandsgleichung für Materie jenseits der Dichte von Kernen verbindet (Laudatio).
- 2016 Vassiliki Kalogera für wesentliche Beiträge zum Studium elektromagnetischer und Gravitationswellen-Strahlung von binären kompakten Objekten einschließlich der inzwischen bestätigten Voraussage, dass die Fusion zweier Neutronensterne kurze Gammastrahlenblitze erzeugt, die in allen Galaxientypen zu finden sind (Laudatio).
- 2017 Stuart L. Shapiro für grundlegende und fortgesetzte Beiträge zum Verständnis physikalischer Prozesse in kompakten Objekten der Astrophysik und höhere numerische Relativität (Laudatio).
- 2018 Keith Alison Olive
- 2019 Ken’ichi Nomoto
- 2020 Fiona Harrison
- 2021 James W. Truran
- 2022 Madappa Prakash
- 2023 Frank Paul Calaprice
- 2024 John Richard Bond
- 2025 A. Baha Balantekin